# Апеннінські листяні гірські ліси
44°11′38″ пн. ш. 10°41′56″ сх. д. / 44.19377° пн. ш. 10.69887° сх. д.
Апеннінські листяні гірські ліси — помірний широколистяний та мішаний лісовий екорегіон в Апеннінських горах, Італія.
Розвиток цих лісів забезпечується великою кількістю опадів на Апеннінах (від 1000 мм на півдні до 2500 мм на півночі) у поєднанні з помірним-прохолодним кліматом.
Через зміну клімату,
Abies alba, що ще широко поширена, проте різко зменшилась у кількості на користь бука.

## Флора
Екорегіон має дві основні рослинні зони: гірські ліси та гірські луки.
Для букових лісів характерний Fagus sylvatica з домішкою Quercus, Acer pseudoplatanus, Acer opalus, Acer lobelii, Sorbus aria, S. aucuparia, S. torminalis, Ulmus glabra, Tilia platyphyllos, Populus tremula, Ilex aquifolium та Taxus baccata.

Є також мішані деревостани буку та ялиці білої (Abies alba), поряд з реліктовими деревостанами Pinus nigra var. Italica, Picea abies та Pinus sylvestris на півночі Апеннінів.

Гірські вершини вкриті альпійськими луками та лісистими подушковими чагарниками.
Подушкові чагарники: Juniperus communis subsp. nana), Sorbus chamaemespilus, Arctostaphylos uva-ursi, Vaccinium vitis-idaea, та реликтові Pinus mugo на горах Маелла.
На високогірних луках зустрічаються:
Gentiana dinarica, Gentiana nivalis, Androsace alpina, Polygala chamaebuxus, Saxifraga oppositifolia, Ranunculus seguieri, та Carlina acaulis.
Екорегіон має велике різноманіття видів рослин — гори Абруццо мають 1200 видів, Гран-Сассо і Монті-делла-Лага — 1500 видів, а гори Майелла — 1800 видів.
Ендемічні види становлять від 10 до 20 % від загальної кількості видів, збільшуючись у відсотковому відношені на більших висотах. До ендемічних видів належать Androsace mathildae, Ranunculus magellensis, Aquilegia magellensis та Soldanella minima samnitica.

## Фауна
Серед ссавців варто відзначити: Ursus arctos marsicanus, Canis lupus italicus, Capreolus capreolus, Rupicapra pyrenaica ornata,Felis silvestris, Martes martes, Martes foina та Lutra lutra.

Серед земноводних варто відзначити: Salamandrina perspicillata, Lissotriton italicus, Rana italica
та Salamandra salamandra ssp. gigliolii.

## Заповідні території
Оцінка 2017 року показала, що 7 403 км², або 46%, екорегіону знаходиться у заповідних зонах. Близько 55% незахищеної території все ще є лісами. 
Заповідними територіями є: 
- Монте-Чимоне,
- Аппенніно-Тоско-Еміліано[en],
- Форесте-Казентинезі, Монте-Фальтерона-е-Кампінья[en],
- Національний парк Гран-Сассо і Монті-делла-Лага,
- Національний парк Абруццо, Лаціо й Молізе,
- регіональний парк Сіренте-Веліно[en]
- регіональний парк Матесе[en].